# بترل استينغر
بترل استينغر (الاسم العلمي: Pterodroma longirostris) هو نوع من فصيلة طيور بترل.